# 头盔蟾蜍
头盔蟾蜍（学名：Bufo galeatus）为蟾蜍科蟾蜍属的两栖动物。分布于柬埔寨，老挝，越南以及中国大陆海南等地。该物种的模式产地在柬埔寨。